# Zapalenie opłucnej
Zapalenie opłucnej (łac. pleuritis) – stan zapalny opłucnej, który rzadko występuje samoistnie na ogół towarzysząc innym chorobom.

## Postacie
- Suche zapalenie opłucnej (łac. pleuritis sicca) – rozpoznanie to odnosi do ograniczonego procesu, niebędącego samoistną chorobą tylko fazą wstępną wysiękowego zapalenia opłucnej albo procesem towarzyszącym mocznicy lub różnym chorobom płuc zlokalizowanym blisko opłucnej[1].
- Wysiękowe zapalenie opłucnej (łac. pleuritis exudativa) – rozpoznanie to odnosi tylko do wysięku opłucnowego powstającego w wyniku procesu zapalnego, najczęściej towarzyszy stanom zapalnym w zakresie płuc lub zlokalizowanym poza nimi.

## Etiologia
Zgodnie z polskim źródłami przyczyną zapalenia opłucnej najczęściej (50-80%) jest prątek gruźlicy, jednakże według danych Zakładu Epidemiologii i Organizacji Walki z Gruźlicą Instytutu Gruźlicy i Chorób Płuc liczba zachorowań na pozapłucne postacie gruźlicy spadła o ponad 50%. Zgodnie z amerykańskimi źródłami przyczyną zapalenia opłucnej najczęściej jest infekcja bakteryjna lub wirusowa. U chorych z zespołem nabytego niedoboru odporności odsetek zapaleń opłucnej o etiologii gruźliczej jest wyższy niż w populacji bez infekcji wirusem HIV.

## Suche zapalenie opłucnej
Pacjent może skarżyć się na ból klatki piersiowej przy oddychaniu oraz suchy i bolesny kaszel. Chorzy również podają, iż leżenie na boku po stronie chorej zmniejsza dolegliwości bólowe.
Do postawienia rozpoznania suchego zapalenia opłucnej wystarczą typowe dolegliwości w wywiadzie oraz tarcie opłucnowego w badaniu fizykalnym. Spośród badań dodatkowych wykonuje się przeglądowe zdjęcie rentgenowskie klatki piersiowej celem wykluczenia obecności płynu w jamie opłucnowej, potencjalnych złamań oraz w niektórych przypadkach nacieku nowotworowego ściany klatki piersiowej.
W rozpoznaniu różnicowym należy wziąć pod uwagę:
- neuralgię międzyżebrową
- półpaśca
- nagminną pleurodynię
- zespół Tietzego
- naciek nowotworowy ściany klatki piersiowej
- złamanie[b]

Leczenie suchego zapalenia opłucnej, w przypadku rozpoznania choroby podstawowej, polega głównie na leczeniu tej choroby. W przeciwnym przypadku leczenie samego zapalenia opłucnej jest objawowe:
- leczenie przeciwbólowe łącznie z zastosowaniem blokady w odpowiednim segmencie,
- leki przeciwkaszlowe np. thiocodin.